# Три мушкетёра (мультфильм, 1938)
«Три мушкетёра» — советский мультипликационный фильм.

## Сюжет
Утёнок читает на ночь книгу Александра Дюма «Три мушкетёра». Когда он засыпает, ему снится сон, в котором воспроизводятся события первых глав книги — знакомство и не состоявшаяся дуэль д’Артаньяна с тремя мушкетёрами, сражение с гвардейцами кардинала и начало дружбы. Сам утёнок предстаёт во сне д’Артаньяном, его друзьями становятся коты-мушкетёры, а гвардейцы кардинала показаны в мультфильме в виде псов. В конце мультфильма утёнок падает с кровати, просыпается, после чего берёт с собой в кровать трёх игрушечных котов и засыпает снова.

## Создатели
| сценарий                  | Георгий Берёзко, Иван Вано |
| режиссёр                  | Иван Вано |
| композитор                | Никита Богословский |
| ассистент                 | Артур Бергенгрин |
| художник                  | Александр Трусов |
| тех. ассистент            | В. Свешникова |
| текст песен               | Георгия Берёзко |
| художники-мультипликаторы | Фаина Епиванова, Лидия Резцова, Татьяна Пузырёва, Галина Фролова, Борис Дёжкин, Борис Петин, Владимир Полквников, Лев Позднеев |
| оператор                  | Ксения Крылова |
| звукооператор             | С. Ренский |

## О мультфильме
Сам режиссёр Иван Петрович Иванов-Вано невысоко ценил этот мультфильм, он позже писал, что из-за неразберихи на «Союзмультфильме» он «вынужден был работать в чуждой мне творческой атмосфере студии, делать „Три мушкетера“, „Лгунишку“ в не свойственном мне стиле „а ля Дисней“», подражание которому было закончено мультфильмом 1939 года «Мойдодыр». По оценке кинокритика Алексея Комарова, «Три мушкетера» — это совершенно невинный, примечательный, хотя и не очень известный образчик советской анимации от Иванова-Вано; при этом сплетение яви и грез слегка напоминает эстетику Дэвида Линча, родившегося 8 лет спустя.